# Heinrich Albrecht Bock
Heinrich Albrecht Bock (* vor 1798; † 1825) war ein hannoverscher Glockengießer.

## Leben
Heinrich Albrecht Bock wirkte vor allem in der Stadt Einbeck und goss bis in das Jahr 1825 hinein beispielsweise Kirchenglocken.
In der Frühzeit des Königreichs Hannover erwarb Bock im Jahr 1819 in Linden vor Hannover das an der Straße nach Hameln und Göttingen stehende Haus samt Gartenland des Kupferstechers Julius Franz Salzenberg, das dieser wenige Jahre zuvor von den Erben des 1814 verstorbenen Hof-Zimmermeisters Johann Ludwig Weißhaar erworben hatte.

## Bekannte Werke (Auswahl)
Kirchenglocken goss Bock unter anderem für folgende Städte:
- 1798:
  - Warzen (Kapelle)[2]
  - Brunkensen[2]
- 1800: Billerbeck[2]
- 1808: Rollinghausen[2]
- 1812: Hettensen
- 1823: Eyershausen (Kapelle)[2]
- 1824: kleine Glocke für die St.-Vitus-Kirche in Wilkenburg[5]
- 1825: Stroit[2]

## Archivalien
Archivalien von und über Heinrich Albrecht Bock finden sich unter anderem
- im Zusammenhang mit den An- und Verkäufen der Liegenschaft in Linden im Niedersächsischen Landesarchiv (Standort Hannover), Archivsignatur Hann. 72 Hann. IV Nr. 438[3]